# Callistium maculosa
Callistium maculosa is een vlindersoort uit de familie van de prachtvlinders (Riodinidae), onderfamilie Riodininae.
Callistium maculosa werd in 1868 beschreven door H. Bates.